# Jurist
Als Juristen (von lateinisch ius, das Recht) bezeichnet man Personen, die ein Studium der Rechtswissenschaft mit einer erfolgreich bestandenen Prüfung abgeschlossen haben. Neben dem deutschen Staatsexamen existieren außerdem rechtswissenschaftliche Hochschulgrade (z. B. Dipl.-Jur., Mag. iur., Lic. iur., MLaw, LL.M., LL.B.).

## Deutschland
In Deutschland wird das traditionelle juristische Universitätsstudium mit der Ersten juristischen Prüfung abgeschlossen. Zudem gibt es universitäre Prüfungsordnungen, die nach Absolvierung des rechtswissenschaftlichen Regelstudiums und erfolgreichem Ablegen der Ersten juristischen Prüfung akademische Grade verleihen (z. B. Magister iuris, Diplom-Jurist). Als „Volljuristen“ werden Juristen mit Befähigung zum Richteramt bezeichnet. Diese wird durch Bestehen der nach dem Rechtsreferendariat abzulegenden Zweiten juristischen Prüfung erworben. Die Befähigung zum Richteramt ist Voraussetzung, um Richter, Staatsanwalt und Rechtsanwalt zu werden. Sie vermittelt zudem in der Laufbahngruppe des höheren Dienstes die Laufbahnbefähigung für die Laufbahn des höheren nichttechnischen Verwaltungsdienstes. Jurist ist in Deutschland keine geschützte Berufsbezeichnung.

### Juristische Ausbildung
Die klassische Juristenausbildung ist zweistufig: Sie umfasst ein Studium der Rechtswissenschaft an einer Universität und eine zweijährige praktische Ausbildung in verschiedenen juristischen Tätigkeitsfeldern (Rechtsreferendariat oder Vorbereitungsdienst). Beide Ausbildungsabschnitte enden mit einem Staatsexamen, der Ersten juristischen Prüfung und der Zweiten juristischen Prüfung. Der Jurist ist breit in den drei großen Rechtsgebieten Strafrecht, Zivilrecht und öffentliches Recht ausgebildet.
Seit Ende des 20. Jahrhunderts gibt es daneben neue Studiengänge (z. B. Wirtschaftsrecht, Bachelor of Laws [LL.B.], Master of Laws [LL.M.]), deren Inhalte von der traditionellen Ausbildung zum Juristen abweichen; gleichwohl werden auch deren Absolventen als Juristen bezeichnet. Diese Studiengänge sind auf bestimmte Rechtsgebiete beschränkt und haben eine von Grund auf andere Qualifikation zum Ziel. LL.B. und LL.M. sind eigenständige Abschlüsse, die nicht mit dem ersten und zweiten juristischen Staatsexamen vergleichbar sind. Sie enden mit Universitätsprüfungen, die dem Erwerb eines akademischen Grades (z. B. Diplom-Wirtschaftsjurist, Bachelor of Science [B.Sc.], Master of Science [M.Sc.]) dienen. Diese Abschlüsse erfordern keine zweijährige praktische Ausbildung (Referendariat) mit anschließender Examensprüfung. Absolventen dieser neuen Studiengänge sind nicht zur selbständigen, geschäftsmäßigen Rechtsberatung zugelassen; diese bleibt den zugelassenen Rechtsanwälten vorbehalten.
Die Inhalte der deutschen Juristenausbildung sind im DRiG und in den Ausbildungsgesetzen sowie ‑verordnungen der Länder geregelt.

#### Studium der Rechtswissenschaft
Das klassische Studium der Rechtswissenschaft wird in Deutschland ausschließlich von Universitäten angeboten. Es umfasst in der Regel zehn Semester (Regelstudienzeit), in denen die Rechtsgebiete Zivilrecht, Strafrecht und Öffentliches Recht in der Theorie behandelt werden. Der Student der Rechtswissenschaft wird im akademischen Sprachgebrauch als „stud. iur.“ („studiosus iuris“, lateinisch Lernender der Rechte) bezeichnet. Nach der Anmeldung für die Erste Juristische Prüfung, teilweise auch schon nach Erlangung der dazu erforderlichen akademischen Leistungsnachweise oder nach Bestehen der Zwischenprüfung, führen Jurastudenten gelegentlich die Bezeichnung cand. iur. („candidatus iuris“). Dieser traditionelle Titel hat heute allerdings nur noch historische bzw. formale Bedeutung.
Zur Bewältigung der großen Stofffülle nimmt die Mehrheit sowohl der Studenten als auch der Referendare die Dienste eines privaten Repetitors in Anspruch; zunehmend gehen auch Universitäten dazu über, eigene Wiederholungskurse für Kandidaten des ersten Examens anzubieten. Wegen der generalistischen Ausbildung werden berufsspezifische Kenntnisse und Fertigkeiten zu einem großen Teil erst mit Eintritt in das Berufsleben erworben.

#### Studienvoraussetzung
Studienvoraussetzung ist in der Regel die (allgemeine) Hochschulreife (Abitur). Außer im Bundesland Brandenburg, dort ist die Studienvoraussetzung die (allgemeine) Fachhochschulreife (§ 9 Abs. 2 Nr. 3 BbgHG).
Auch in Niedersachsen ist es möglich, allein mit der Fachhochschulreife Rechtswissenschaften zu studieren (Vgl. § 18 NHG), soweit die Studierenden die Voraussetzungen für die Studienfachrichtung „Verwaltung und Rechtspflege“ als einschlägigen Schwerpunkt erfüllen.

#### Erste Prüfung
Herkömmlicherweise dient das juristische Studium der Vorbereitung auf die „erste Prüfung“ (oder Referendarexamen), ein Staatsexamen, in dem der Kandidat umfassende Rechtskenntnisse nachweisen muss. Diese Staatsprüfung ist Voraussetzung für die sich an das Studium anschließende Ausbildung zum Volljuristen.
Im Zuge der Reform der juristischen Ausbildung wurden seit 2003 universitäre Prüfungen in das Examen integriert, die in von den Studierenden gewählten Schwerpunktbereichen abgenommen werden (vergleichbar der früheren „Wahlfachgruppen“-Prüfung). Die staatliche Pflichtfachprüfung wird weiterhin nicht durch den Ausbildungsträger selbst abgenommen, sondern durch eine staatliche Behörde (Justizprüfungsamt (JPA) o. ä.). Der Komplex aus staatlicher Pflichtfachprüfung und universitärer Schwerpunktbereichsprüfung wird seitdem als „Erste juristische Prüfung“ bezeichnet. Dabei geht der staatliche Prüfungsteil mit 70 %, der universitäre Teil mit 30 % in die Gesamtnote ein.
Die in der staatlichen Pflichtfachprüfung zu erbringenden Prüfungsleistungen unterscheiden sich je nach Bundesland; in der Regel sind mehrere umfangreiche Klausuren und eine mehrstündige mündliche Prüfung mit Vortrag zu absolvieren, daneben wird in manchen Bundesländern auch das Verfassen einer wissenschaftlichen Hausarbeit zu einem vorgegebenen Thema verlangt. Die universitäre Schwerpunktbereichsprüfung können die Universitäten im Rahmen gewisser Vorgaben frei gestalten.
Da die Erste Prüfung in der Regel als Zwischenschritt auf dem Weg zum Volljuristen angesehen wird, hat man mit ihr traditionell keinen akademischen Grad verliehen. Für Absolventen, die direkt nach dem Ersten Examen auf den Arbeitsmarkt traten, konnte sich dies als Nachteil auswirken, insbesondere bei Bewerbungen im Ausland, wo die Eigentümlichkeiten der deutschen Juristenausbildung nicht geläufig sind. Viele juristische Fakultäten sind deshalb seit den frühen 2000er Jahren dazu übergegangen, ihren Studierenden nach dem Bestehen der Ersten Prüfung auf Antrag den Grad eines Diplom-Juristen (Dipl.-Jur.) oder eines Magister iuris (Mag. iur.) zu verleihen.
Außerdem bieten einige juristische Fakultäten ihren Studierenden die Möglichkeit, im Rahmen des grundständigen Studiengangs Rechtswissenschaft (Erste juristische Prüfung) einen integrierten Bachelorstudiengang zu absolvieren. Dies bietet z. B. die juristische Fakultät der Universität Potsdam seit dem Wintersemester 2013/2014 an. Dieser allgemeinbildende juristische Bachelorstudiengang wird in Potsdam mit dem Abschluss Bachelor of Laws (LL.B.) beendet.
An der Hamburger Bucerius Law School und an der Wiesbadener EBS Law School wird der Titel Bachelor of Laws (LL.B.) nach zehn sog. Trimestern auf Basis der Studienleistungen während des gesamten Studiums verliehen. Der akademische Grad eines Bachelor of Laws steht dem eines universitären Diplom-Juristen oder Magister iuris nicht gleich, da diese Grade das Bestehen der Ersten juristischen Prüfung bedingen.

#### Vorbereitungsdienst
Nach erfolgreicher Teilnahme an der Ersten Prüfung haben die Absolventen das Recht, am zweiten Ausbildungsabschnitt der staatlichen Juristenausbildung teilzunehmen, dem juristischen Vorbereitungsdienst ((Rechts-) Referendariat). Ziel des Referendariats ist es, neben der weiterführenden und vertiefenden theoretischen Ausbildung, vor allem im Prozessrecht, einen Einblick in die praktische Arbeit von Richtern, Staatsanwälten, der Verwaltung und von Rechtsanwälten zu geben.
Das Referendariat dauert mindestens anderthalb Jahre und umfasst mehrere „Stationen“, in denen der Referendar einem Volljuristen, der die praktische Ausbildung überwacht, zugewiesen wird und die Arbeit in den verschiedenen juristischen Berufen erlernen soll. Zwingend ist je eine Station bei einem Gericht, bei einer Verwaltungsbehörde und bei einem Rechtsanwalt; außerdem müssen die drei Hauptgebiete des Rechts mit je einer Station abgedeckt werden: Zivilrecht, Strafrecht und Öffentliches Recht. In jeder Station übernimmt ein erfahrener Jurist als Einzelausbilder die Betreuung des Referendars; daneben finden begleitende Übungs- und Lehrveranstaltungen statt.
In vierzehn Bundesländern ist der Vorbereitungsdienst als öffentlich-rechtliches Ausbildungsverhältnis organisiert, in Mecklenburg-Vorpommern und Hessen werden die Referendare in das Beamtenverhältnis auf Widerruf berufen; der Referendar erhält eine monatliche Unterhaltsbeihilfe.

#### Zweite Staatsprüfung
Den Abschluss des Referendariats bildet die zweite Staatsprüfung (weitere Bezeichnungen: Zweites Juristisches Staatsexamen, Assessorexamen, Großes Juristisches Staatsexamen). Der Referendar muss mehrere umfangreiche Klausuren schreiben, eine mündliche Prüfung absolvieren und (außer in Bayern) einen Aktenvortrag halten.
Die zweite Staatsprüfung wird von einer staatlichen Behörde (Landesjustizprüfungsamt (LJPA) o. ä.) abgenommen.
Mit dem Bestehen der zweiten Prüfung hat man die Befähigung zum Richteramt („Volljurist“) und kann jeden der klassischen juristischen Berufe wie Rechtsanwalt, Staatsanwalt, Richter und Notar ergreifen („Einheitsjurist“). Wer die Befähigung zum Richteramt hat, hat auch die Laufbahnbefähigung für den höheren nichttechnischen Verwaltungsdienst (§ 21 Abs. 2 BLV).
Absolventen der Zweiten Staatsprüfung sind berechtigt, die Bezeichnung „Assessor des Rechts“ zu führen (lateinisch assessor iuris, abgekürzt „ass. iur.“). Außerhalb des akademischen Milieus ist dieser Begriff ungebräuchlich, weil er von Laien häufig mit der gleichlautenden Amtsbezeichnung für Beamte auf Probe verwechselt wird. Im Alltag wird ein Rechtsassessor zumeist als Volljurist bezeichnet – dieser Begriff ist allerdings kein offizieller Titel und auch keine geschützte Berufsbezeichnung.

#### Benotung
Im rechtswissenschaftlichen Studium und in beiden Staatsprüfungen erfolgt die Benotung nach einem 18-Punkte-System. Einzelleistungen (Klausuren, Hausarbeiten, Seminararbeiten usw.) werden dabei gemäß § 1 der Verordnung über eine Noten- und Punkteskala für die erste und zweite juristische Prüfung (JurPrNotSkV) wie folgt bewertet:
- 16–18 Punkte = sehr gut
- 13–15 Punkte = gut
- 10–12 Punkte = vollbefriedigend
- 7–9 Punkte = befriedigend
- 4–6 Punkte = ausreichend
- 1–3 Punkte = mangelhaft
- 0 Punkte = ungenügend.

In beiden Staatsexamina wird aus den Einzelnoten eine Gesamtpunktzahl gebildet, aus der die Gesamtnote gemäß § 2 JurPrNotSkV wie folgt ermittelt wird: 18,00–14,00 Punkte (sehr gut); 13,99–11,50 Punkte (gut); 11,49–9,00 Punkte (vollbefriedigend); 8,99–6,50 Punkte (befriedigend); 6,49–4,00 Punkte (ausreichend), 3,99–0 Punkte (nicht bestanden).
Es zählt zu den traditionellen Besonderheiten der deutschen Juristenausbildung, dass die Benotung außerordentlich sparsam erfolgt. Die meisten bestandenen Prüfungen werden nur mit „ausreichend“ bewertet. Im Bundesdurchschnitt erreichen weniger als 15 % der Absolventen die Notenstufen „vollbefriedigend“ oder besser. In beiden Staatsexamina werden die Abschlussnoten „sehr gut“ von ca. 0,1 % und „gut“ nur von den besten ca. 2–3 % eines Jahrgangs erreicht. Ein „sehr gut“ wird in manchen Bundesländern sogar nur alle paar Jahre vergeben. Ein wesentlicher Hintergrund für die sparsame Benotung dürfte – neben der inzwischen gefestigten Tradition einer sehr zurückhaltenden Notenvergabe – in der verbalen Umschreibung der Noten liegen. Ein „befriedigend“ ist eine „Leistung, die in jeder Hinsicht durchschnittlichen Anforderungen entspricht“. Ein „ausreichend“ ist „eine Leistung, die trotz ihrer Mängel durchschnittlichen Anforderungen noch entspricht“, während eine „an erheblichen Mängeln leidende, im ganzen nicht mehr brauchbare Leistung“ mit „mangelhaft“ bewertet wird. Dabei wurden (und werden), da die Befähigung zum Richteramt Ziel der Ausbildung ist, als Leitbild die Anforderungen an eine richterliche Entscheidung zu Grunde gelegt. Diese genügt nur dann „durchschnittlichen Anforderungen“, wenn sie im Wesentlichen vollständig, nachvollziehbar begründet und in der Argumentation vertretbar ist. Als Prädikatsexamen, das die späteren Chancen auf dem Arbeitsmarkt merklich erhöht, gilt deshalb schon die Note „vollbefriedigend“. Der Anteil nicht bestandener Prüfungen liegt im Bundesdurchschnitt im Ersten Staatsexamen bei etwa 32 %, im Zweiten Staatsexamen bei ca. 18 % – allerdings bestehen zwischen den einzelnen Bundesländern diesbezüglich erhebliche Unterschiede (beim 1. Examen im Jahr 2007 beispielsweise von 22 % in Hessen bis zu 48 % in Mecklenburg-Vorpommern). Der Bundesnotendurchschnitt der bestandenen Kandidaten beträgt etwa 7 von 18 möglichen Punkten im ersten Examen (Gesamtnote). Für den Staatsdienst (Richter, Staatsanwalt) ist in den meisten Bundesländern grundsätzlich mindestens ein „vollbefriedigend“ erforderlich. Auch internationale Großkanzleien erwarten zumeist eine solche Note. Deswegen sind diese Berufe für die große Mehrzahl der Juristen nicht erreichbar.

#### Reformbestrebungen
Obwohl seit den 1960er Jahren vielfach umgestaltet, gilt die Juristenausbildung immer noch als langwierig, unflexibel und praxisfern.
Viele Studenten finden das Universitätsstudium unzureichend als Vorbereitung auf die Staatsprüfungen und ziehen es deshalb vor, sich das benötigte Examenswissen beim Besuch kostspieliger kommerzieller Repetitorien anzueignen. Kritisiert wird ferner die einseitige Orientierung der Staatsprüfungen und des Vorbereitungsdienstes am Bedarf der staatlichen Justiz, obwohl die überwiegende Mehrzahl der Juristen später als Rechtsanwalt arbeitet. Die für die Juristenausbildung zuständigen Landesjustizministerien sind deswegen seit den 1960er Jahren praktisch laufend mit der Erarbeitung von Reformen beschäftigt. Insbesondere wurde versucht, das Referendariat durch eine in das Studium integrierte Praxisphase zu ersetzen (einphasige Juristenausbildung); dieses Konzept hat sich jedoch nicht durchgesetzt.
Um Referendaren den Einstieg in die anwaltliche Tätigkeit zu erleichtern, bieten verschiedene Einrichtungen zumeist kostenpflichtige Fortbildungskurse an, die in der Regel parallel zum Referendariat absolviert werden können; Gegenstand sind zumeist rechtspraktische und wirtschaftliche Aspekte der Arbeit als Rechtsanwalt. Zu diesen Angeboten zählt insbesondere die vom Deutschen Anwaltverein offerierte „DAV-Anwaltausbildung“.
Wegen der Europäisierung der Juristenausbildung, insbesondere wegen der Umstellung der Studienabschlüsse auf Bachelor und Master im Zuge des Bologna-Prozesses, sind seit dem Jahr 2000 vielfältige Reformbestrebungen und entsprechende Diskussionen im Gange. Das besondere Problem hierbei ist der Umstand, dass die Ausbildung zum Juristen in Deutschland nicht über ein Universitätsdiplom, sondern über zwei Staatsexamina und den Vorbereitungsdienst führt.

#### Wirtschaftsjuristen
Die Bezeichnung Wirtschaftsjurist ist seit einiger Zeit nicht mehr nur eine Berufsbezeichnung für Juristen, die sich hauptsächlich mit Wirtschaftsrecht beschäftigen. Neben der klassischen Juristenausbildung gibt es seit einigen Jahren, auch an Fachhochschulen und Universitäten, neuere Ausbildungsgänge, die mit dem akademischen Grad LL.B. (Bachelor of Laws) bzw. LL.M. (Master of Laws) abschließen.
Mit der Standardisierung von Abschlüssen auf internationaler Ebene wurde der Diplomstudiengang und -abschluss Dipl.-Wirtschaftsjurist bzw. Dipl.-Wirtschaftsjurist (FH) abgeschafft. Grundsätzlich soll der Bachelor gleich mit dem Niveau des Diploms einer Fachhochschule liegen, der Master gleich dem eines Diploms an einer Universität. In der Praxis bestehen jedoch noch (teilweise schwere) Anerkennungsprobleme in der Gesellschaft.
Dieser Studiengang schließt die in der klassischen Juristenausbildung vorhandene Lücke über notwendige Kenntnisse der Betriebswirtschaft. Insbesondere für Jobs in der freien Wirtschaft hat dieser Studiengang eine hilfreiche Alternative für die Unternehmen geschaffen. Wirtschaftsjuristen können neben der klassischen Inhouse-Beratung auch in vielen weiteren Unternehmensbereichen eingesetzt werden. Die Spezialisierung der Wirtschaftsjuristen findet im zweiten Studienabschnitt bzw. Hauptstudium statt. Hier werden die Schwerpunkte, wie bspw. Personal, Medien, Immobilienrecht festgelegt. Die zur Auswahl stehenden Schwerpunkte sind je nach Hochschule sehr unterschiedlich. Meist orientiert sich die Auswahl an den örtlichen Gegebenheiten. So wird der Schwerpunkt Medien bspw. an der Rheinischen Fachhochschule Köln, am Medienstandort Köln angeboten. An den Universitäten Bayreuth und Osnabrück besteht zudem auch im Rahmen des klassischen Jurastudiums die Möglichkeit, eine Zusatzausbildung in Ökonomie zu durchlaufen. In Bayreuth ist dies die „wirtschaftswissenschaftliche Zusatzausbildung“, die nach dem Bestehen der Ersten Juristischen (Staats-)Prüfung zum Führen des Titels „Wirtschaftsjurist (Univ. Bayreuth)“ berechtigt. An der Universität zu Köln gibt es einen Weiterbildungsstudiengang „Wirtschaftsjurist“, der mit der Verleihung des akademischen Grades LL.M. oec., Magister des Wirtschaftsrechts endet. Ein vergleichbarer Aufbaustudiengang existiert auch an der Martin-Luther-Universität Halle-Wittenberg und an der Friedrich-Schiller-Universität Jena.

#### Berufswahl
Typische Berufe der Volljuristen sind Rechtsanwalt, Richter, Staatsanwalt, Notar und Beamter in der Laufbahn des höheren nichttechnischen Verwaltungsdienstes. Ein nicht unerheblicher Prozentsatz von Juristen arbeitet in Rechtsabteilungen mittlerer und größerer Unternehmen in der Funktion von Syndikus-Anwälten. Zudem ist eine bedeutende Zahl von Juristen im operativen Geschäft und in der Leitung von Unternehmen tätig. Auch politische Funktionen werden überdurchschnittlich häufig von Juristen wahrgenommen. So stellen die Juristen unter den Abgeordneten des Deutschen Bundestags in der 16. Wahlperiode mit 23,3 % die bei weitem größte Berufsgruppe, wobei unter den Juristen im Bundestag wiederum die Verwaltungsbeamten dominieren.

### Rechtsberatung
In den meisten Ländern ist die Rechtsberatung dem Rechtsanwalt, dem Patentanwalt auf dem Gebiet des gewerblichen Rechtsschutzes sowie Rechtsbeiständen bzw. Prozessagenten vorbehalten. Allerdings gibt es die Forderung, das Beratungsmonopol der Rechtsanwälte abzuschaffen. Nach einem Gutachten für den 58. Deutschen Juristentag in München 1990, S. C68 ff. stellt Ulrich Everling fest, „dass keiner der von ihm untersuchten Mitgliedsstaaten der EU die Rechtsberatung den Anwälten vorbehält. Nicht einmal die entgeltliche kommerzielle Rechtsbesorgung ist in anderen Staaten vergleichbaren Beschränkungen wie in der Bundesrepublik Deutschland unterworfen. In einigen Staaten gibt es überhaupt keine Zulassungsvoraussetzungen für die berufliche Rechtsberatung. Lediglich die Führung der Berufszeichnung Rechtsanwalt ist an die üblichen Voraussetzungen gebunden. In all diesen Staaten steht es also jedermann frei, auch ohne entsprechende berufliche Vorbildung und Examina juristisch zu beraten.“ (DFG-VK Zeitschrift 4/3)
Altruistische – das heißt rein aus gesellschaftlichem Engagement getriebene, nicht gewerbs- oder berufsmäßige Absichten hegende – Rechtsberatung ist in Deutschland jedoch unter gewissen Voraussetzungen der Eignung auch ohne Rechtsanwaltszulassung zulässig. Dies ergibt sich aus einem Beschluss des Bundesverfassungsgerichtes vom 16. Februar 2006 (NJW 2006, 1502) und einer Entscheidung der 3. Kammer des 1. Senats des BVerfG vom 29. Juli 2004 (BVerfGK 3, 348, NJW 2004, 2662).
Außer der Rechtsberatung ist, soweit Anwaltszwang besteht, die Vertretung vor Gericht ausschließlich zugelassenen Rechtsanwälten, Patentanwälten – vor bestimmten Gerichten – sowie Rechtsbeiständen bzw. Prozessagenten vorbehalten. Anderen Personen, die geschäftsmäßig Rechtsangelegenheiten wahrnehmen, ist das Auftreten vor Gericht grundsätzlich untersagt (Ausnahme: Rentenberater mit Erlaubnis gemäß § 10 Abs. 1 Ziffer 2 Rechtsdienstleistungsgesetz (RDG)).

## Österreich

### Allgemeines
Als Juristen bezeichnet man jemanden, der das Universitätsstudium der Rechtswissenschaften abschließt und den akademischen Grad eines Doctor iuris, Magister iuris (mit wahlweise weiblicher Form Magistra iuris), Bachelor of Laws (LL.B.) bzw. Master of Laws (LL.M.) verliehen bekommen hat.
Nach der universitären Ausbildung kann die Gerichtspraxis (Gerichtsjahr) absolviert werden, in der praktische juristische Kenntnisse vermittelt werden. Um Richter zu werden, macht man während des Gerichtsjahres Prüfungen und wird (nach einer bestimmten Quote) als Richteramtsanwärter übernommen. Für den Anwaltsberuf ist eine insgesamt fünfjährige berufliche Tätigkeit in juristischen Berufen (Gerichtspraktikum, Universitätsassistent, Rechtsanwaltsanwärter) erforderlich. Zumindest drei Jahre sind auf jeden Fall als Rechtsanwaltsanwärter (Konzipient) zu absolvieren, wobei zu beachten ist, dass das Gerichtsjahr jedenfalls absolviert werden muss. Nach (insgesamt) drei Jahren darf man zum ersten Mal zur Rechtsanwaltsprüfung antreten. Nach Absolvierung der gesamten fünfjährigen Ausbildung kann man sich in die Liste der Rechtsanwälte eintragen lassen.

### Details der Anwaltsausbildung
Gemäß § 1 RAO sind für die Eintragung in die Liste der Rechtsanwälte folgende Voraussetzungen zu erfüllen:
1. der Abschluss eines Studiums des österreichischen Rechts (siehe auch § 3 RAO; für Juristen aus der EU gibt es – im Sinne „Morgenbesser“-Urteil des EuGH – die Möglichkeit der Gleichwertigkeitsprüfung)
2. die praktische Verwendung in der gesetzlichen Art und Dauer (Anm.: gemäß § 2 Abs. 2 RAO insgesamt 5 Jahre, davon seit 2012 im Inland mindestens 5 Monate bei Gericht oder einer Staatsanwaltschaft und mindestens 3 Jahre bei einem Anwalt als Rechtsanwaltsanwärter.)
3. Rechtsanwaltsprüfung (die Prüfung selbst regelt das Rechtsanwaltsprüfungsgesetz (RAPG). Zur Prüfung darf man frühestens nach 3 Jahren praktischer Erfahrung – 2 Jahre hiervon als Rechtsanwaltsanwärter und die absolvierte 5-monatige Gerichtspraxis – antreten. Die Prüfung selbst besteht gemäß § 13 RAPG aus 3 schriftlichen Prüfungen à 8 Stunden in den Bereichen Straf-, Zivil- und Verfassungs/Verwaltungsrecht und zudem gemäß § 20 RAPG aus einer mündlichen Prüfung, bei der man von einem Prüfungssenat bestehend aus 2 Rechtsanwälten und 2 Richtern ca. 4 Stunden geprüft wird)
4. die Teilnahme an gewissen Ausbildungsveranstaltungen
5. der Abschluss einer Haftpflichtversicherung

Ausnahmen für die Eintragung in die Liste der österreichischen Rechtsanwälte bestehen gemäß öEiRAG für Anwälte, die in einem EU-Land zugelassen sind und entweder a) 3 Jahre in Österreich als Anwalt gearbeitet haben oder b) eine Eignungsprüfung bestehen. Davor können europäische Rechtsanwälte beantragen, in die gleichnamige Liste eintragen zu werden, und dürfen unter der Berufsbezeichnung ihres jeweiligen Heimatlandes ihre Dienstleistungen anbieten. In Verfahren, bei denen die Vertretung durch einen Rechtsanwalt vorgeschrieben ist (absoluter oder relativer Anwaltszwang) benötigen sie aber – solange sie nicht in die Liste der österreichischen Anwälte eingetragen sind – einen österreichischen Einvernehmensanwalt.

## Schweiz
In der Schweiz versteht man unter einem Juristen einen Akademiker, der entweder an einer Universität oder an einer Fachhochschule das Studium der Rechtswissenschaften abgeschlossen hat. Der universitäre Regelabschluss ist das Lizentiat (normalerweise lic. iur.) oder neu der Master (MLaw oder M.A. in Law). Seit dem Bologna-Prozess gibt es an Universitäten den ersten Studienabschluss Bachelor (BLaw oder B.A. in Law), der in der Regel nach drei Studienjahren verliehen wird. Der Titel nach einem Rechtsstudium an einer Fachhochschule ist eidg. dipl. Wirtschaftsjurist FH oder neu der Bachelor (z. B. Bsc in Wirtschaftsrecht ZHAW). „Jurist“ ist keine geschützte Berufsbezeichnung und auch kein akademischer Grad. Seit der europäischen Angleichung des Studienganges ist es den Juristen möglich, eine Gleichwertigkeitsbestätigung zu verlangen. Demnach wird mit Urkunde bestätigt, dass die Bezeichnung „lic.iur“ der Bezeichnung „Master of Law“ gleichgestellt wird. Es ist jedoch nur gestattet, eine der beiden Bezeichnungen zu verwenden.
Juristen mit Lizenziat oder Master werden nach einem kantonal unterschiedlich langen Praktikum im Rechtsbereich (Anwaltskanzlei, Gericht usw.) zur Anwaltsprüfung zugelassen, welche aus einem mündlichen und einem schriftlichen Teil besteht. Nach erfolgreicher Prüfung darf man sich Rechtsanwalt nennen (kurz RA) und exklusiv im rechtsanwaltlichen Monopolbereich vor Gerichten wirken. Aufgrund des föderalistischen Systems der Schweiz verlangen die Kantone unterschiedliche Grundausbildungen der Universitäten. Auch dauert das Praktikum unterschiedlich lange: Im Kanton Solothurn dauert es für Rechtsanwälte 12, im Kanton Bern gar 18 Monate. Die kantonale Legitimation der Rechtsanwälte wurde hingegen aufgehoben und die Ausübung des Berufes entsprechend dem Binnenmarktgesetz im gesamten Gebiet der Schweiz ermöglicht. Das Monopol, im Bereich der Gerichte zu wirken, ist in einigen wenigen Kantonen gelockert worden; dort können generell in den bürgerlichen Ehren stehende, mündige und urteilsfähige Personen vorbehaltlich gesetzlicher Einschränkungen andere vor Gericht vertreten.
Die größte juristische Fakultät der Schweiz ist an der Universität Zürich zu finden. Die Zürcher Hochschule für Angewandte Wissenschaften und die Kalaidos Fachhochschule sind bisher die einzigen Fachhochschulen, welche ein juristisches Studium anbieten.

## Baltikum

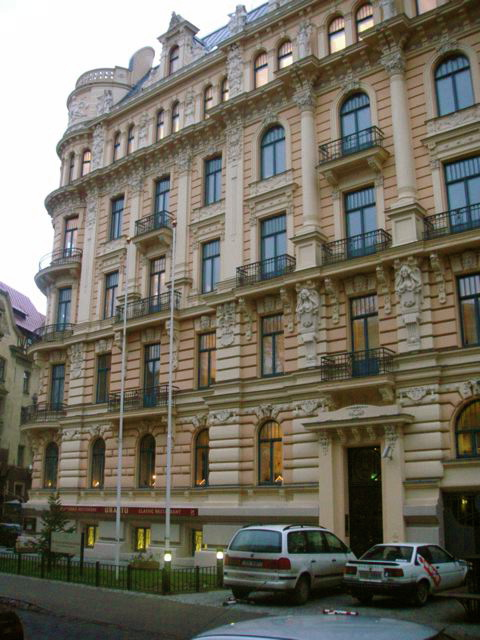
Rechtshochschule in Riga (RGSL)

Im Baltikum versteht man unter einem Juristen grundsätzlich einen Akademiker, der an einer Universität das Studium der Rechtswissenschaften mit dem Magister (normalerweise M. A.) oder einem gleichwertigen Master (beispielsweise MLaw, Master of Law, LL.M., Aufbaustudium) erfolgreich abgeschlossen hat. Es gibt sowohl Bachelor- als auch Master-, Magister- und LL.M. Studiengänge. Englischsprachiges Studium ist auch möglich (zum Beispiel, an der Riga Graduate School of Law in Riga oder an der Mykolas-Romeris-Universität in Vilnius, teilweise auch an der sog. Law School der Vytautas-Magnus-Universität im Rahmen des Magisterstudiums in Kaunas).

## Juristensprache
Die Notwendigkeit, sich bei Rechtssachen exakt und möglichst unzweideutig auszudrücken, hat zu einer sehr ausgeprägten Fachsprache der Juristen geführt. Sie wird umgangssprachlich oft Juristendeutsch bzw. Juristenlatein genannt. Viele in der Alltagssprache synonym gebrauchte Begriffe – zum Beispiel Eigentum/Besitz oder Darlehen/Leihe/Miete – haben in der Sprache der Juristen eigene, klar voneinander getrennte Begrifflichkeiten, die der breiten Bevölkerung so nicht bekannt sind. Manche Politiker versuchen dem gegenzusteuern, indem sie Gesetzestexte auf ihre allgemeine Verständlichkeit durchforsten lassen. Dabei geht allerdings oft die Präzision verloren, die das deutsche Recht in aller Regel auszeichnet.